# Matthias Flacius Illyricus
Matthias Flacius, zvaný Illyricus (chorv. Matija Vlačić Ilirik) (3. března 1520, Labin – 11. března 1575, Frankfurt nad Mohanem) byl chorvatský luterský teolog, historik, filosof a filolog; hlavní představitel gnesioluteránství.
Připravil norimberské vydání sebraných spisů Mistra Jana Husa. Byl rovněž hlavním editorem třináctisvazkových Magdeburských centurií (1559–1574).
Je po něm pojmenována protestantská teologická fakulta v Záhřebu (Teološki fakultet Matija Vlačić Ilirik), založená roku 1976.